# Sindassko
Sindassko (en ruso: Сындасско) es un asentamiento en la región Dolgano-Nenets de Taimir del Territorio de Krasnoyarsk en Rusia, que forma parte del asentamiento rural de Jatanga. Ubicado en la desembocadura del río Játanga (bahía de Játanga), a 285 km del pueblo de Játanga, cerca de la frontera administrativa con la República de Sajá (Yakutia). Es el pueblo más al norte de la antigua región de Játanga, del Okrug autónomo de Taimiria. Uno de los asentamientos más septentrionales del mundo. 
La principal ocupación de los residentes locales es el pastoreo de renos, la pesca y la caza de renos salvajes. 
El pueblo tiene un internado elemental para 40 estudiantes, un jardín de infancia, un hospital de distrito, una tienda, un departamento del Servicio Federal de Seguridad del Territorio de Krasnoyarsk, una rama de la Empresa Unitaria del Estado Federal «Correos de Rusia», una casa de cultura rural, una biblioteca y se han construido 40 edificios residenciales. En la orilla de la bahía de Játanga hay un muelle marítimo. En 2020, se introdujo Internet por satélite gratuito.

## Población
| Año  | Habitantes |
| ---- | ---------- |
| 2002 | 537        |
| 2010 | 496        |
| 2012 | 529        |
| 2014 | 570        |
| 2019 | 559        |
| 2020 | 531        |

| Gráfica de evolución de Sindassko entre 2002 y 2020 |
|                                                     |